# Königsberg in Bayern

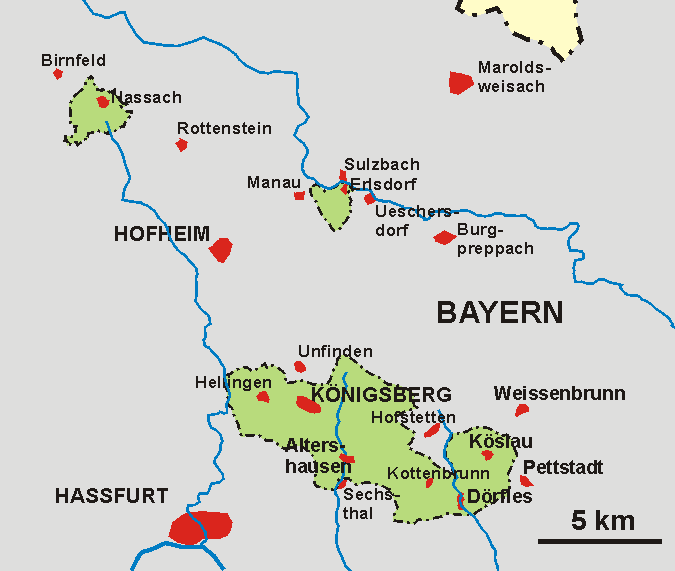
Königsberg in Franken als Exklave des Herzogtums Sachsen-Coburg-Gotha 1640 bis 1920

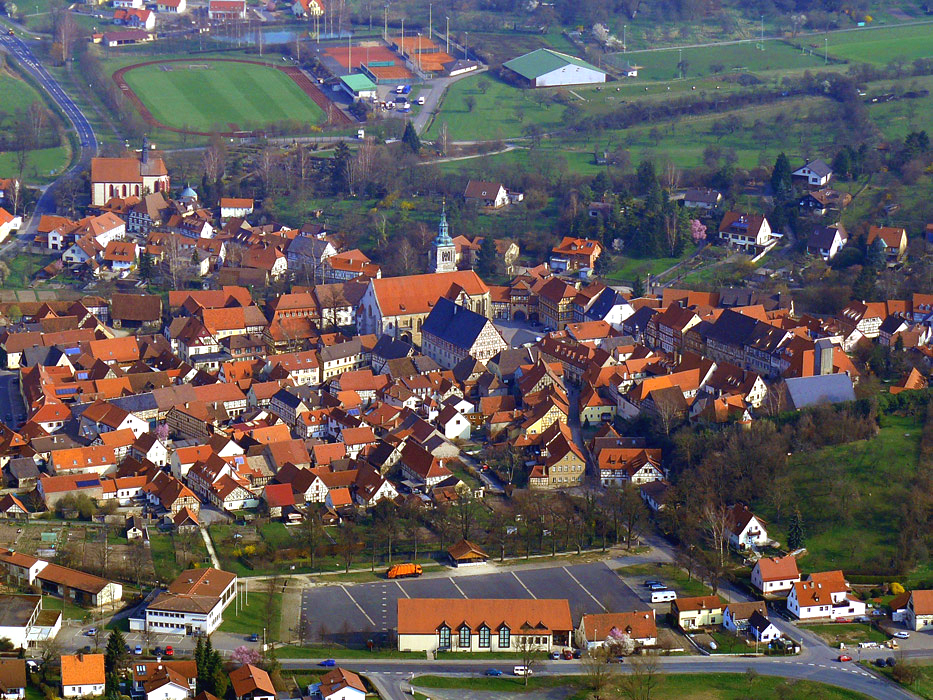
Blick auf die Altstadt

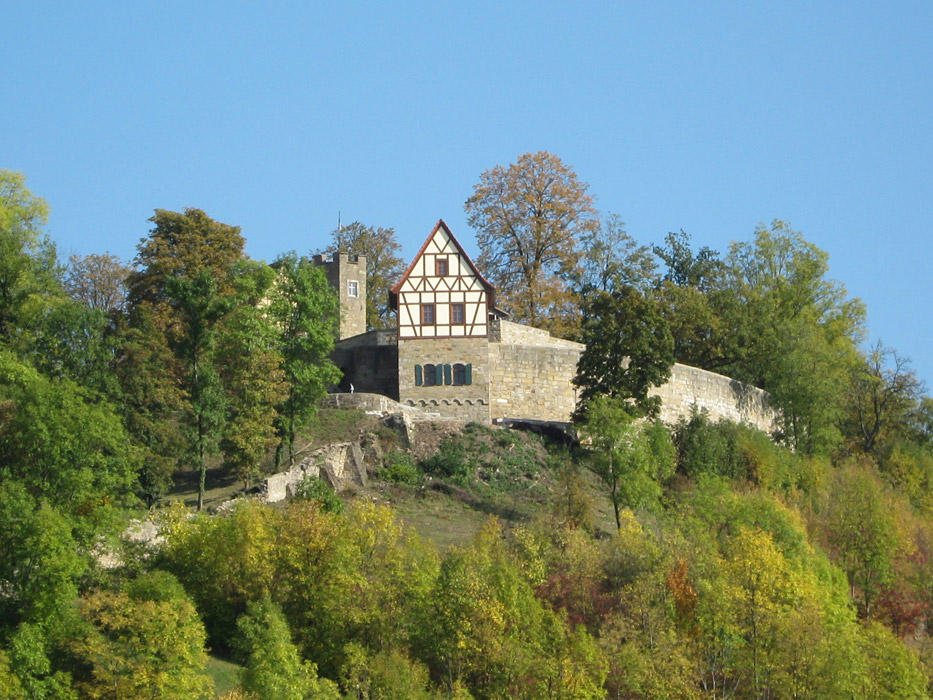
Burgruine auf dem Schlossberg

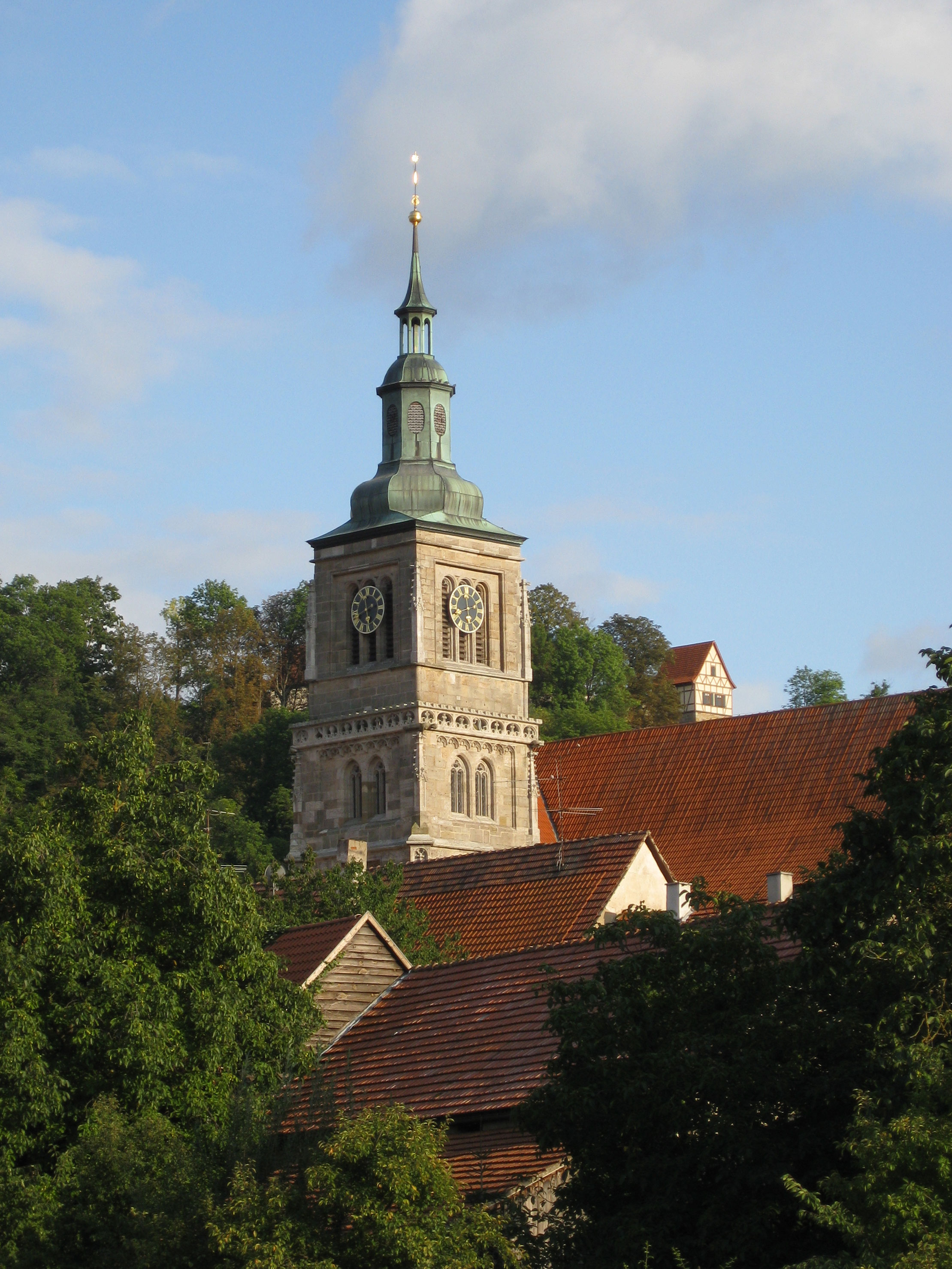
Turm der Marienkirche mit Wächterturm der Burg im Hintergrund

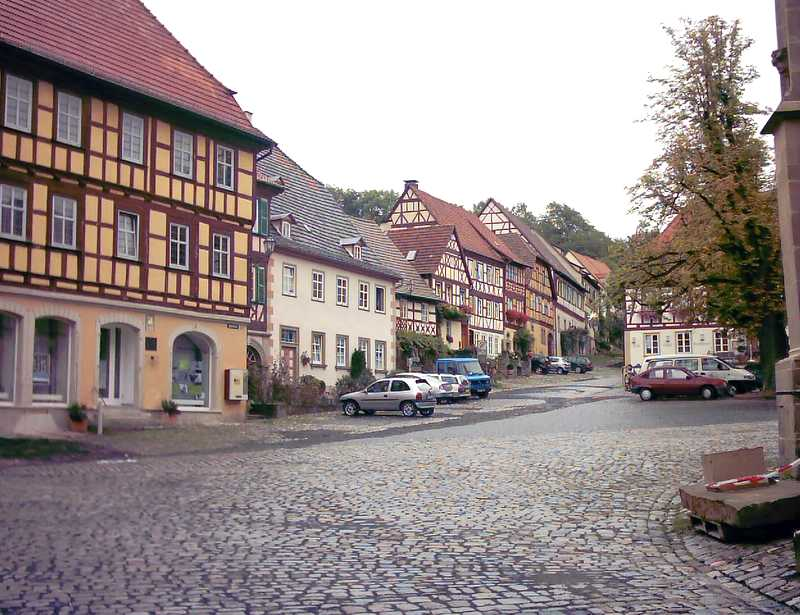
Marktplatz mit Blick zum Salzmarkt

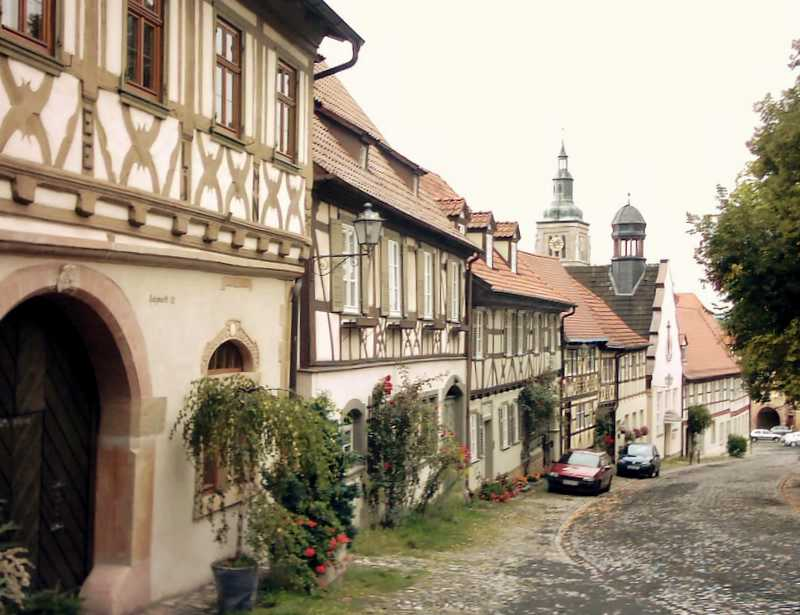
Häuserzeile am Salzmarkt

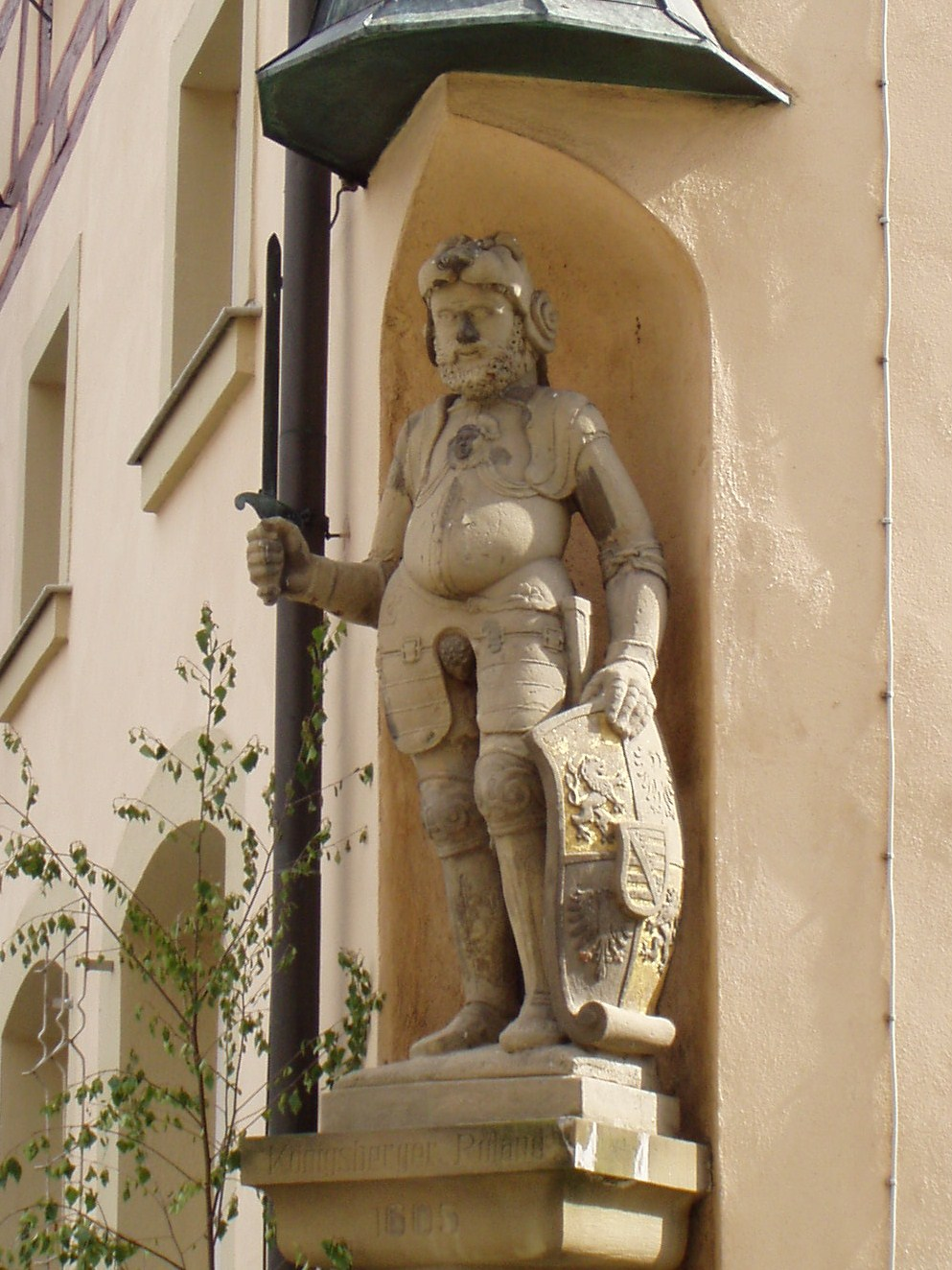
Rolandstatue von 1605

Königsberg in Bayern (amtlich: Königsberg i.Bay., bis 1920 Königsberg in Franken) ist eine Kleinstadt im unterfränkischen Landkreis Haßberge in Bayern, gelegen zwischen Coburg und Schweinfurt.

## Geografie
Die Stadt liegt am Westrand der Haßberge. Durch den Hauptort führt der Fränkische Marienweg.

### Nachbargemeinden
Nachbargemeinden sind (von Norden beginnend im Uhrzeigersinn): Hofheim in Unterfranken, Burgpreppach, Ebern, Kirchlauter, Zeil am Main, Haßfurt und Riedbach.

### Gemeindegliederung
Die Stadtgemeinde hat 17 Gemeindeteile (in Klammern ist der Siedlungstyp und die Einwohnerzahl, Stand: Januar 2019, angegeben):
- Altershausen (Kirchdorf, 261)
- Bühl (Weiler, 23)
- Dörflis (Pfarrdorf, 126)
- Erbrechtshausen (Einöde)
- Hellingen (Pfarrdorf, 307)
- Hofstetten (Kirchdorf, 138)
- Holzhausen (Pfarrdorf, 309)
- Junkersdorf (Kirchdorf, 221)
- Königsberg i.Bay. (Hauptort, 1610)
- Köslau (Kirchdorf, 75)
- Kottenbrunn (Dorf, 48)
- Rainmühle (Einöde)
- Riedmühle (Einöde)
- Römershofen (Kirchdorf, 240)
- Unfinden (Kirchdorf, 298)
- Windberg (Einöde)
- Zinkenmühle (Einöde)

## Geschichte

### In der Fränkischen Zeit
Königsberg entstand infolge eines Burgenbaus auf dem „Weinberg des Königs“ (zur Burg siehe: Burg Königsberg) um 1180 vermutlich auf dem Boden einer altfränkischen Königsdomäne. Es bestand aber schon im Frühmittelalter im Bereich der Vorstadt eine Siedlung namens „Ingelhofen“. Im Jahr 1234 wurde Königsberg erstmals erwähnt, 1333 erhielt es die Marktgerechtigkeit und 1358 schließlich die vollen Stadtrechte.

### In der Sächsischen Zeit
Die Stadt wurde im Verlauf der Geschichte beinahe sechzigmal als Pfand oder Erbe in andere Hände gegeben. So gehörte Königsberg seit 1400 zu den Wettinischen Herzogtümern. Im 16. Jahrhundert galt Königsberg mit etwa 2000 Einwohnern als ein Zentrum der Gegend. Nachdem Stadt und Burg infolge des Schmalkaldischen Krieges und der Grumbachschen Händel in den Besitz von Markgraf Albrecht Alcibiades von Brandenburg-Kulmbach, Wilhelm von Grumbach, Moritz von Sachsen und dem Bistum Würzburg gelangt waren, konnten sie 1569 von Herzog Johann Wilhelm von Sachsen-Weimar zurückgekauft werden. So blieb Königsberg auch für die nächsten Jahrhunderte im Besitz der Sächsischen Herzogtümer (Ernestinische Herzogtümer), nämlich bis 1640 bei Sachsen-Weimar, dann folgte Sachsen-Gotha bis 1675, Sachsen-Römhild bis 1683 und dann das Herzogtum Sachsen-Hildburghausen. Mit der Neuordnung der Sächsischen Herzogtümer (Ernestinische Herzogtümer) 1826 bis zum Ende der Monarchie 1918 gehörte der Ort zum Herzogtum Sachsen-Coburg und Gotha. 1858 wurde die Trennung von Verwaltung und Justiz eingeführt. Königsberg hatte eine eigene magistrale Verfassung. Im März 1892 bekam die Stadt mit der Bahnstrecke Haßfurt–Hofheim einen Anschluss an das Eisenbahnnetz. Nach der Einstellung des Bahnverkehrs wurde die Strecke umgebaut. In Königsberg ist ein mittelalterliches Leprosorium nachweisbar, das als „Sondersiechenhaus“ bezeichnet und 1754 aufgehoben wurde.

### Wechsel nach Bayern
Nach einer Volksabstimmung 1919 wurde der Freistaat Coburg zum 1. Juli 1920 mit dem Freistaat Bayern vereinigt. Damit kamen auch die Stadt Königsberg in Franken und das Amt Königsberg zu Bayern. Die Stadt wurde dem bayerischen Bezirk Hofheim im Kreis Unterfranken und Aschaffenburg zugeteilt. Im Zuge dessen wurde der bis dahin geltende Namenszusatz „in Franken“ zu „in Bayern“ abgeändert.

### Stadtbrände
Im Jahr 1632, im Verlauf des Dreißigjährigen Kriegs, lagerte das von Johann T’Serclaes von Tilly geführte Heer mit 8000 Mann in Königsberg. Die Stadt wurde geplündert und aus einer Unachtsamkeit im von Tilly für seine Offiziere requirierten Haus entstand ein verheerender Stadtbrand, der über die Hälfte der Häuser zerstörte. Der Frömmigkeit Tillys ist es zu verdanken, dass die prachtvolle gotische Marienkirche auf dem Marktplatz verschont blieb, obwohl das direkt daneben stehende Rathaus ebenfalls niederbrannte. Tilly hatte seine Männer angewiesen, das Gotteshaus vor den Flammen zu schützen. Acht Jahre später waren abermals kaiserliche Truppen in Königsberg. Die Bürger hatten ihre Besitztümer im Dachstuhl der Kirche in Sicherheit gebracht. Als die Soldaten sie raubten, legten sie Feuer im Dach, so dass die Kirche doch noch ein Raub der Flammen wurde. Weite Teile der Stadt fielen diesem zweiten Stadtbrand zum Opfer. Es dauerte lange, bis sich Königsberg vom Dreißigjährigen Krieg erholt hatte. Ihre einstige Bedeutung erlangte die Stadt nicht mehr.
Die Stadtbrände waren auch die Ursache für die heute so romantische geschlossene Fachwerkaltstadt, ein „Ensemble von europäischem Rang“. Da fast alle Häuser verbrannt waren, ist kaum noch bürgerliche Bausubstanz aus früheren Jahrhunderten vorhanden. Dafür zeigt die Altstadt in allen Straßenzügen ein einheitliches Fachwerkbild des späten 17. und 18. Jahrhunderts. Dem Engagement des Altbürgermeisters Rudolf Mett ist es zu verdanken, dass die Altstadt erhalten blieb und unter Denkmalschutz steht.

### Religionen
Während der Reformation wurde Königsberg 1523 lutherisch. Daran wirkte der aus der Stadt stammende Balthasar Düring mit, der Martin Luther vermutlich im Augustinerkloster von Königsberg kennenlernte. Während der Reformation löste sich das Augustinerkloster auf, ebenso die adlige Schwesternschaft von der Agelblume, die von Kunigunde Truchseß gestiftet worden war. Königsberg war in der Reformationszeit auch eines der Zentren der mitteldeutschen Täuferbewegung. Vor allem Hans Hut und Eukarius Binder waren in Königsberg und Umgebung als Täuferprediger aktiv.

### Eingemeindungen
Im Rahmen der Gebietsreform in Bayern wurde am 1. Januar 1972 die bis dahin selbständige Gemeinde Unfinden eingegliedert. Am 1. April 1972 folgten Köslau und Kottenbrunn. Am 1. Juli 1972 kamen Altershausen, Hofstetten und Römershofen hinzu. Junkersdorf wurde am 1. Januar 1974 eingemeindet. Die Reihe der Eingemeindungen wurde am 1. Mai 1978 mit der Eingliederung von Dörflis bei Königsberg in Bayern, Hellingen und Holzhausen abgeschlossen.

### Einwohnerentwicklung
Im Zeitraum 1988 bis 2018 sank die Einwohnerzahl von 3693 auf 3638 um 55 Einwohner bzw. um 1,5 %. 1995 hatte die Stadt 3871 Einwohner.
Quelle: BayLfStat

## Politik

### Bürgermeister
Von 1870 bis 1882 war Franz Ronge Bürgermeister. Anschließend war bis 1890 Leyß Bürgermeister der Stadt.
Erster Bürgermeister ist seit 14. Oktober 2014 Claus Bittenbrünn (CSU); dieser wurde am 15. März 2020 mit 81,2 % der Stimmen wieder gewählt. Sein Vorgänger Uwe Beck (CSU) setzte sich erst im März 2014 gegen Erich Stubenrauch (Freie Wähler) mit ca. 66 % durch, der seit 2002 Bürgermeister war, schied aber nach kurzer Zeit aus gesundheitlichen Gründen aus dem Amt aus. Stubenrauchs Vorgänger war Kurt Sieber (FDP), der das Amt seit 1990 innehatte. Dieser war von 1978 bis 1982 Mitglied des Landtags.

### Stadtrat
Der Stadtrat hat (ohne Bürgermeister) 16 Mitglieder.
|      | CSU | SPD | FWG | Offene Hellinger Liste | Gesamt   |
| 2020 | 8   | 3   | 3   | 2                      | 16 Sitze |
| 2014 | 7   | 4   | 4   | 1                      | 16 Sitze |
| 2008 | 7   | 4   | 5   | –                      | 16 Sitze |

### Wappen
| Wappen Gde. Königsberg in Bayern | Blasonierung: „In Gold ein zweigeschwänzter, rot bewehrter schwarzer Löwe.“ |
| Wappen Gde. Königsberg in Bayern | Wappenbegründung: Königsberg kam 1920 als coburgische Exklave zusammen mit dem Freistaat Coburg an Bayern. Der Ort war ursprünglich ein ehemaliger fränkischer Königshof und war als Bamberger Lehen im Besitz der Andechs-Meranier. Nach mehrfachem Besitzerwechsel kam Königsberg 1400 an die Landgrafen von Thüringen und gehörte seitdem zum Haus Wettin. Die Stadt führte früher den Zusatz „in Franken“. Sie war Sitz eines herzoglichen Amtes. Die beiden ältesten Siegel aus dem frühen 15. und 16. Jahrhundert zeigen als Hinweis auf die sächsische Stadtherrschaft im gevierten Schild je zweimal den Löwen der Markgrafen von Meißen und von Thüringen. Seit Anfang des 18. Jahrhunderts steht in allen Siegeln nur noch der ungekrönte Löwe von Meißen, zunächst im Schild, später frei im Siegelfeld. Nur in einem Siegel um 1700 steht er auf einem Dreiberg. Die Farben sind seit 1605 bekannt. |

## Kultur und Sehenswürdigkeiten

### Bauwerke
Königsberg ist bekannt für seine Fachwerkhäuser in der Altstadt, die aufgrund der hohen Schäden während des Dreißigjährigen Krieges meistens aus dem 17. und 18. Jahrhundert stammen. 1970 wurde durch die Stadtverwaltung eine Verordnung zum Schutz der Altstadt erlassen, die u. a. Förderungen bei der Fachwerkfreilegung und das Verbot von Schaufenstern oder Leuchtreklame vorsah. Diese Maßnahmen fanden auch Anerkennung während des Europäischen Denkmalschutzjahres 1975.
Der zentrale Salzmarkt ist noch heute ein Fachwerkhausensemble von seltener Geschlossenheit und steht komplett unter Denkmalschutz. Dort stehen ein Denkmal für Regiomontanus, das Rathaus mit einer Rolandsfigur sowie das Tillyhaus.
Die spätgotische Marienkirche wurde 1397 bis 1432 erbaut. Anfang des 20. Jahrhunderts wurde das Langhaus unter Leitung des Coburger Architekten Leopold Oelenheinz mit seinem ursprünglichen Aussehen wiederhergestellt. Es war beim Stadtbrand 1640 zerstört und das Langhaus mit Holzpfeilern und Holzdecken in barockem Stil aufgebaut worden. Das Bauwerk zählt zu den ansehnlichsten Hallenkirchen Frankens und beherbergt den Abdruck des Abendmahlreliefs aus der Dresdner Kreuzkirche des in Königsberg geborenen Bildhauers Heinrich Epler.
Weitere erwähnenswerte Bauwerke sind
- Kirche St. Josef
- Steinwegsanlage
- Gottesackerkirche
- Klostergärten (Augustinerkloster Königsberg)
- Milbes-Gedenkstein
- Brauhaus
- Reichsburg

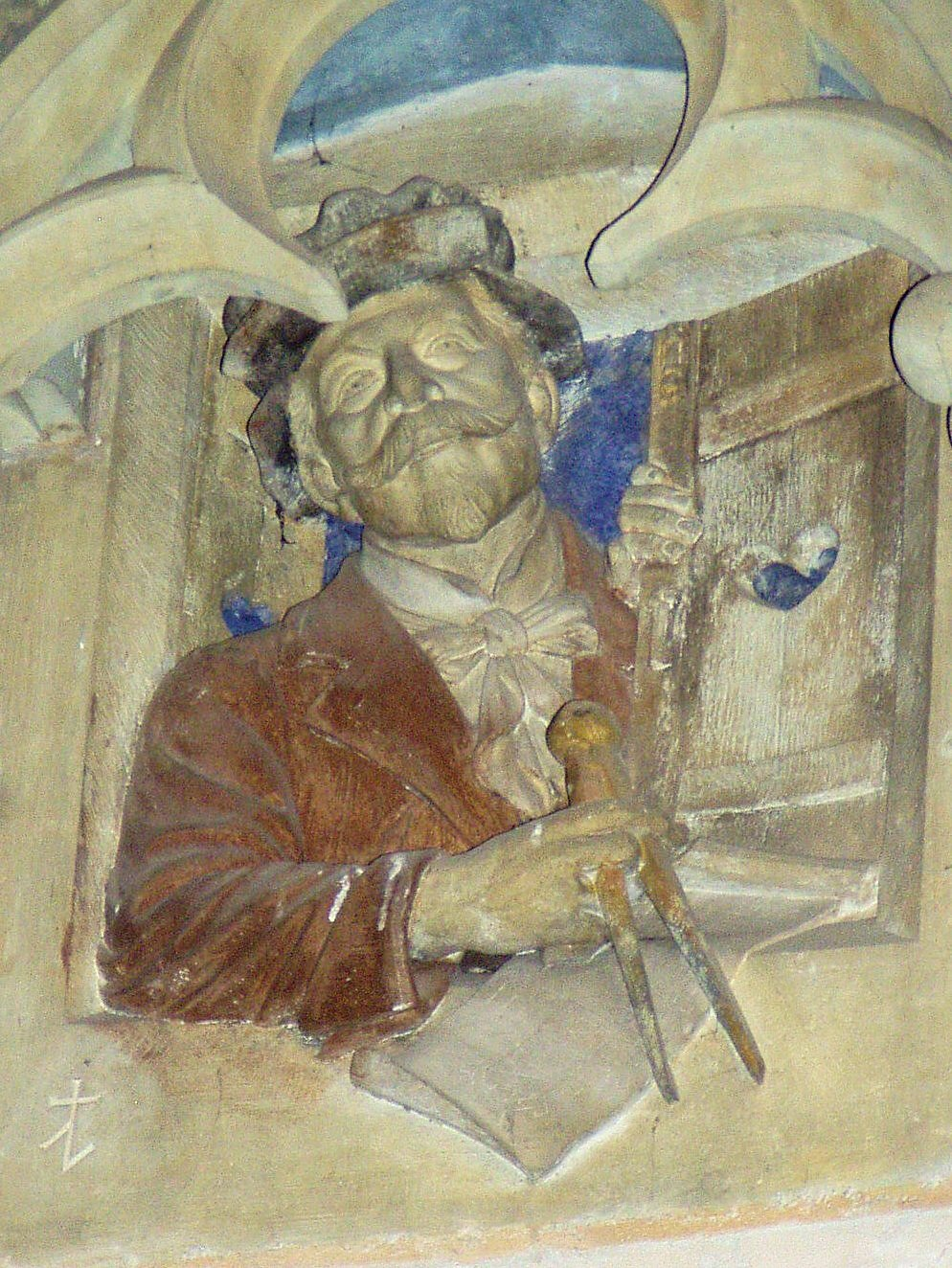
Darstellung des Architekten Leopold Oelenheinz in der Marienkirche
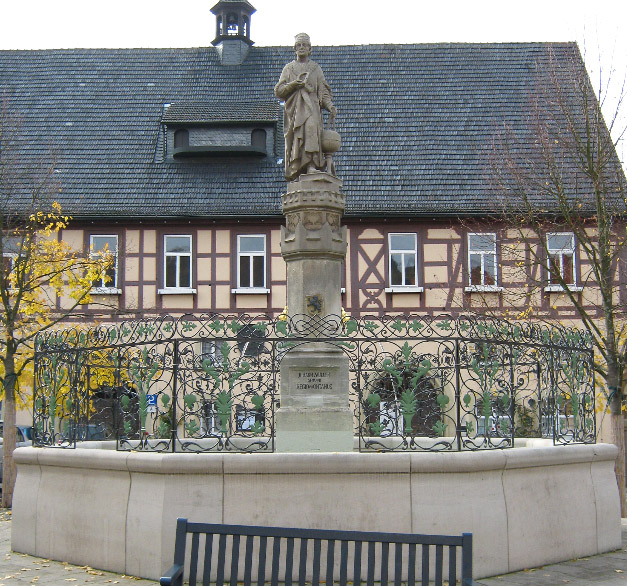
Regiomontanusbrunnen auf dem Marktplatz
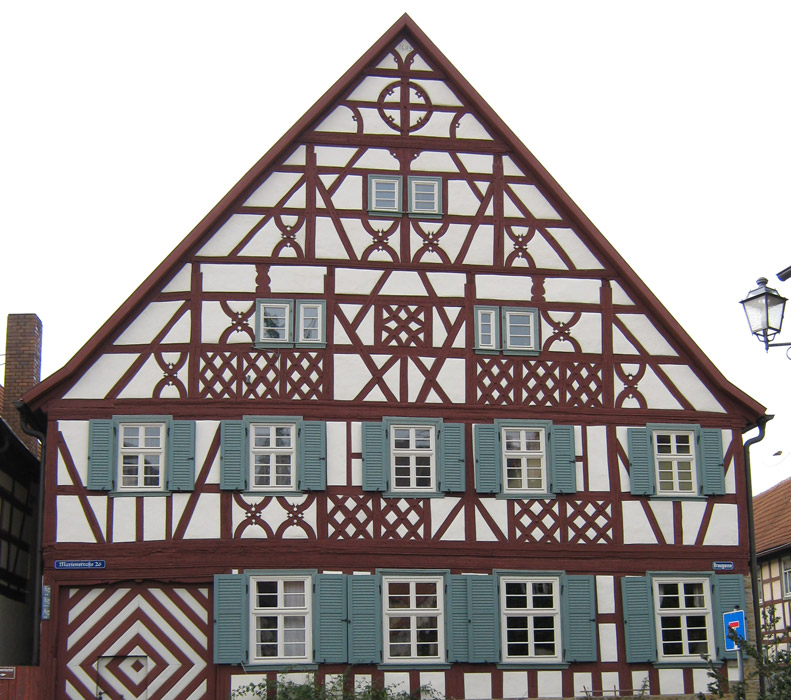
Fachwerkhaus in der Altstadt
Alte Postkarte, gelaufen 1910

## Wirtschaft und Infrastruktur

### Verkehr
Der Bahnhof Königsberg (Bayern) lag an der Bahnstrecke Haßfurt–Hofheim, die 1995 stillgelegt wurde. Es besteht eine Regionalbus-Verbindung von beziehungsweise nach Königsberg zwischen Haßfurt und Hofheim.

### Ansässige Unternehmen
- Die Fränkische Rohrwerke Gebr. Kirchner GmbH & Co. KG hat seit 1912 ihren Hauptsitz in Königsberg. Das Familienunternehmen produziert bei 580 Millionen Euro Umsatz mit weltweit 4500 Mitarbeitern (Stand: 2019) vor allem Wellrohre aus Kunststoff.[15]
- Die 1952 gegründete Regiolux GmbH stellt mit rund 270 Mitarbeitern (Stand: 2023) Leuchtensysteme her. Ein Tochterunternehmen ist die Lichtwerk GmbH.
- Die KHK Bike Handels GmbH fertigt und vertreibt besondere Fahrräder und Fahrradzubehör.[16]

### Medien

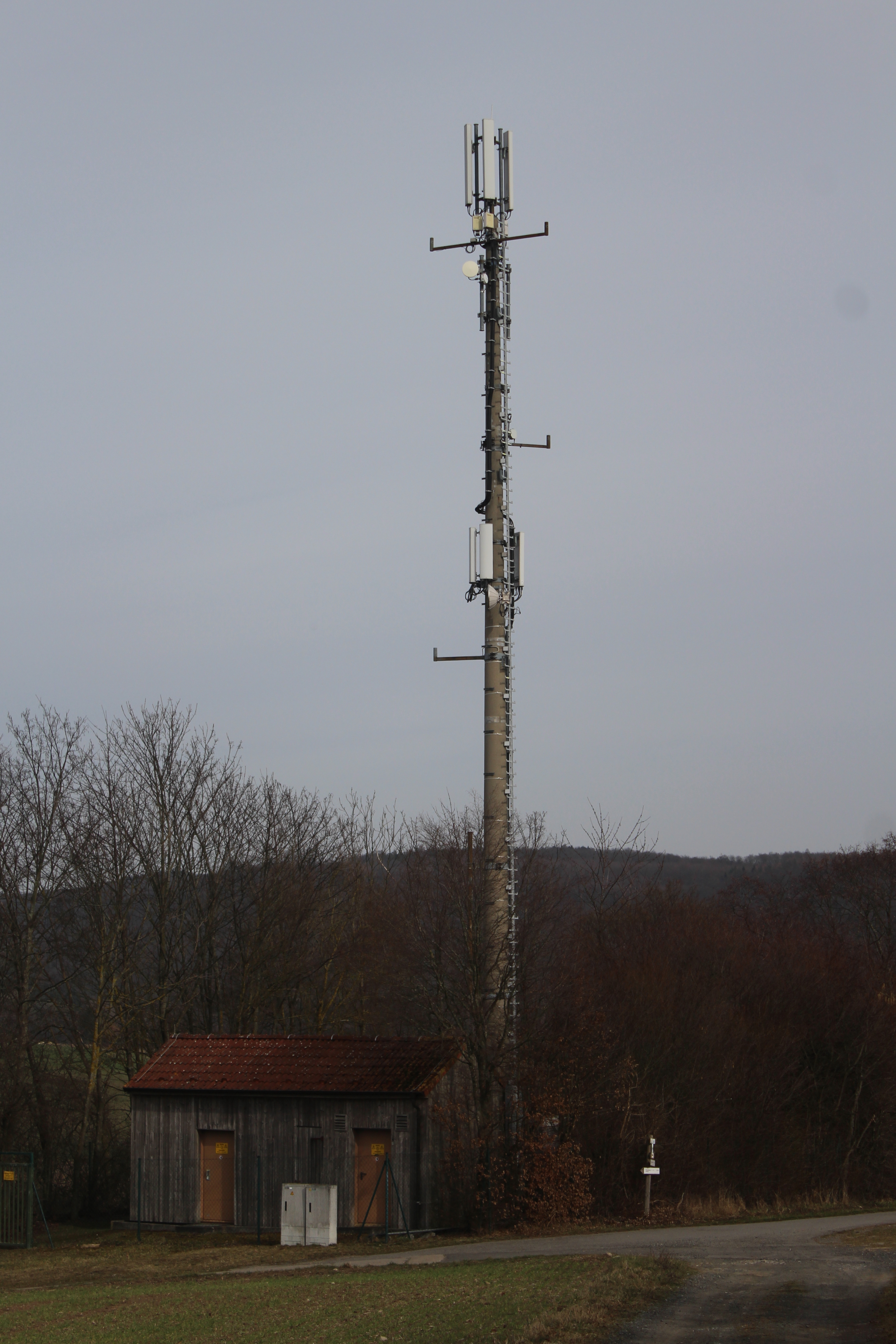
Sendeturm, der zur Verbreitung von „Radio Primaton“ diente

Südlich von Königsberg befindet sich ein Sendeturm, der zur Verbreitung des Programms von „Radio Primaton“ auf 105,8 MHz mit 320 W ERP diente.

## Persönlichkeiten

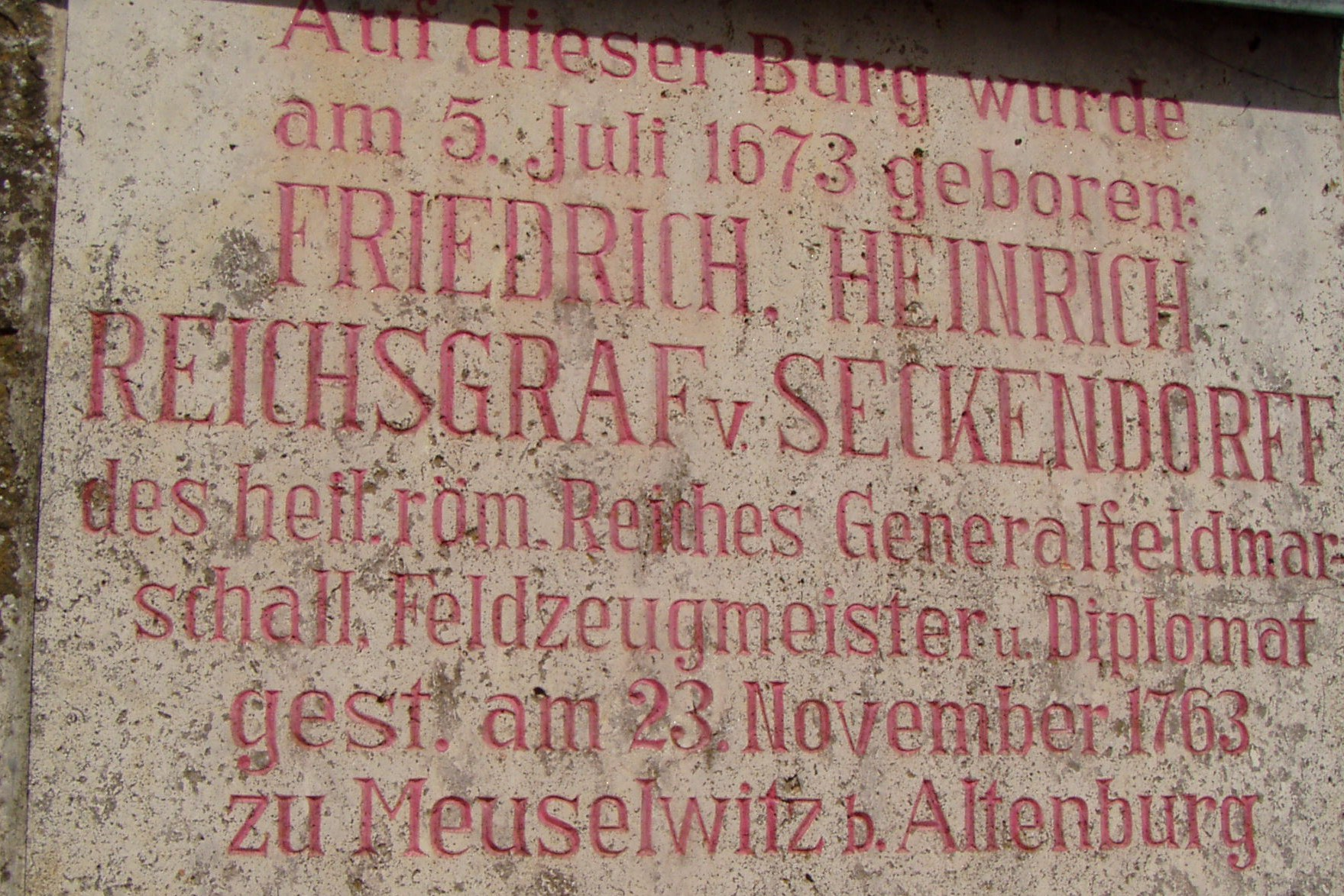
Gedenktafel für Feldmarschall von Seckendorff an der Burg

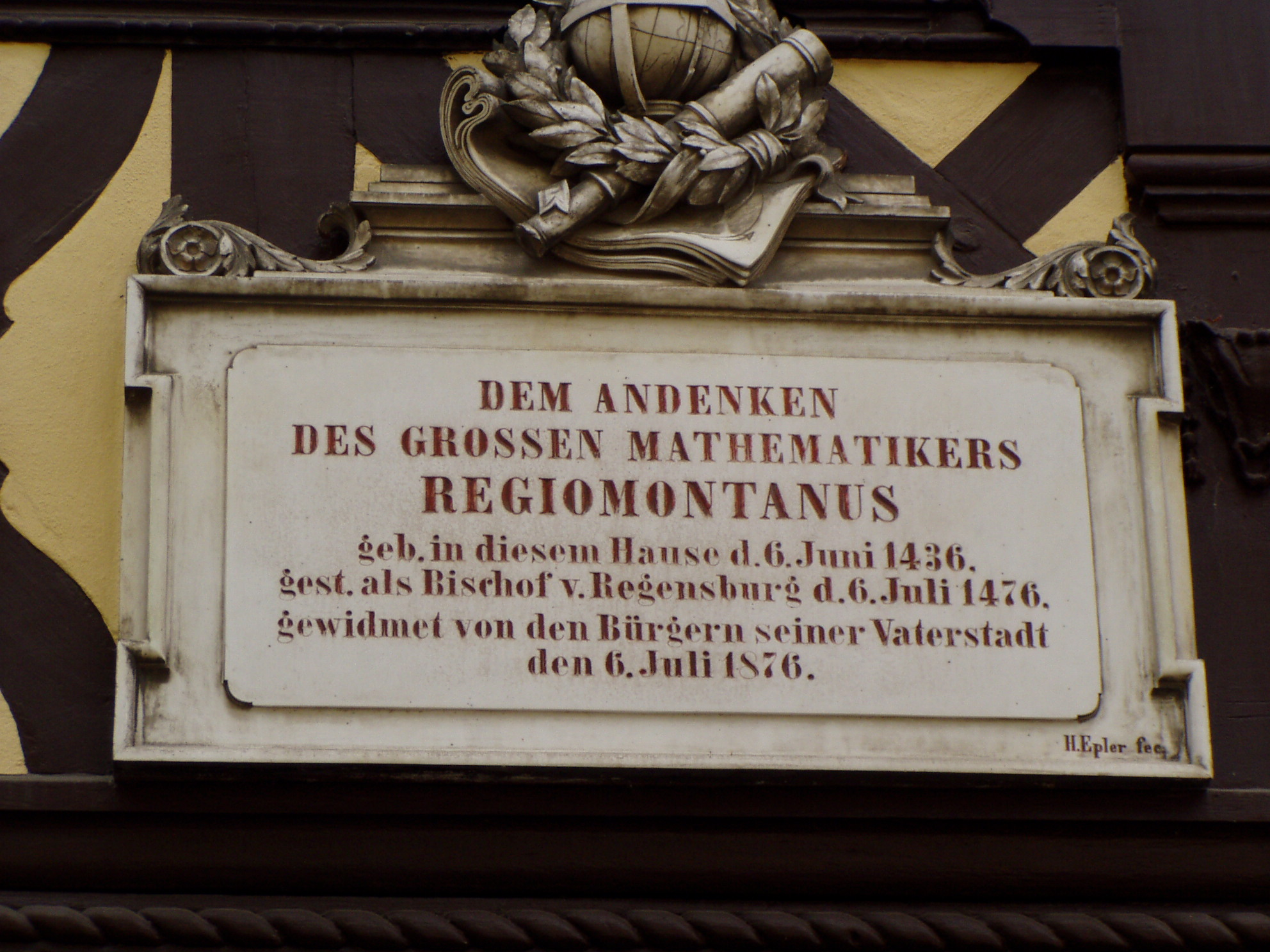
Gedenktafel für Regiomontanus an der Stelle seines Geburtshauses

### Söhne und Töchter der Stadt
- Regiomontanus (1436–1476), eigentlich: Johannes Müller, Mathematiker und Astronom
- Nikolaus II. Engel († 1509), Abt des Zisterzienserklosters Ebrach
- Balthasar Düring (1466–1529), Reformator
- Johannes Marcellus (1510–1552) auch: Regiomontanus, Philologe und Poet
- Georg Christoph Eimmart der Ältere (1603–1658), Maler und Kupferstecher des bayerischen Frühbarocks
- Wolfgang Carl Briegel (1626–1712), Komponist
- Wilhelm von Schröder (1640–1688), Nationalökonom und Merkantilist
- Friedrich Heinrich von Seckendorff (1673–1763), kaiserlicher Feldmarschall und Diplomat
- Wilhelm Friedrich Hezel (1754–1824), Orientalist, Theologe und Hochschullehrer
- Leopold Oberländer (1811–1868), Jurist und Politiker, Bürgermeister von Coburg, Landtagsabgeordneter (Sachsen Coburg)
- Heinrich Epler (1846–1905), Bildhauer und Professor der Kunstakademie in Dresden
- Eduard Lingel (1849–1922), Schuhfabrikant
- Manfred Weippert (* 1937), evangelischer Theologe
- Robert Mildenberger (* 1950), Leichtathlet

### Persönlichkeiten, die im Ort gewirkt haben
- Paul Melissus (1539–1602), Schriftsteller, Übersetzer und Komponist. Er war kurze Zeit Kantor in Königsberg und widmete der Stadt 1577 ein Gedicht (ad montem regio franconiae).
- Paul Graf von Waldersee (1831–1906), preußischer Offizier und Musikwissenschaftler, lebte von 1888 bis zu seinem Tod in Königsberg. Er liegt auf dem städtischen Friedhof begraben.
- Hans Wollschläger (1935–2007), Schriftsteller und Übersetzer, lebte von 1998 bis zu seinem Tod in Dörflis

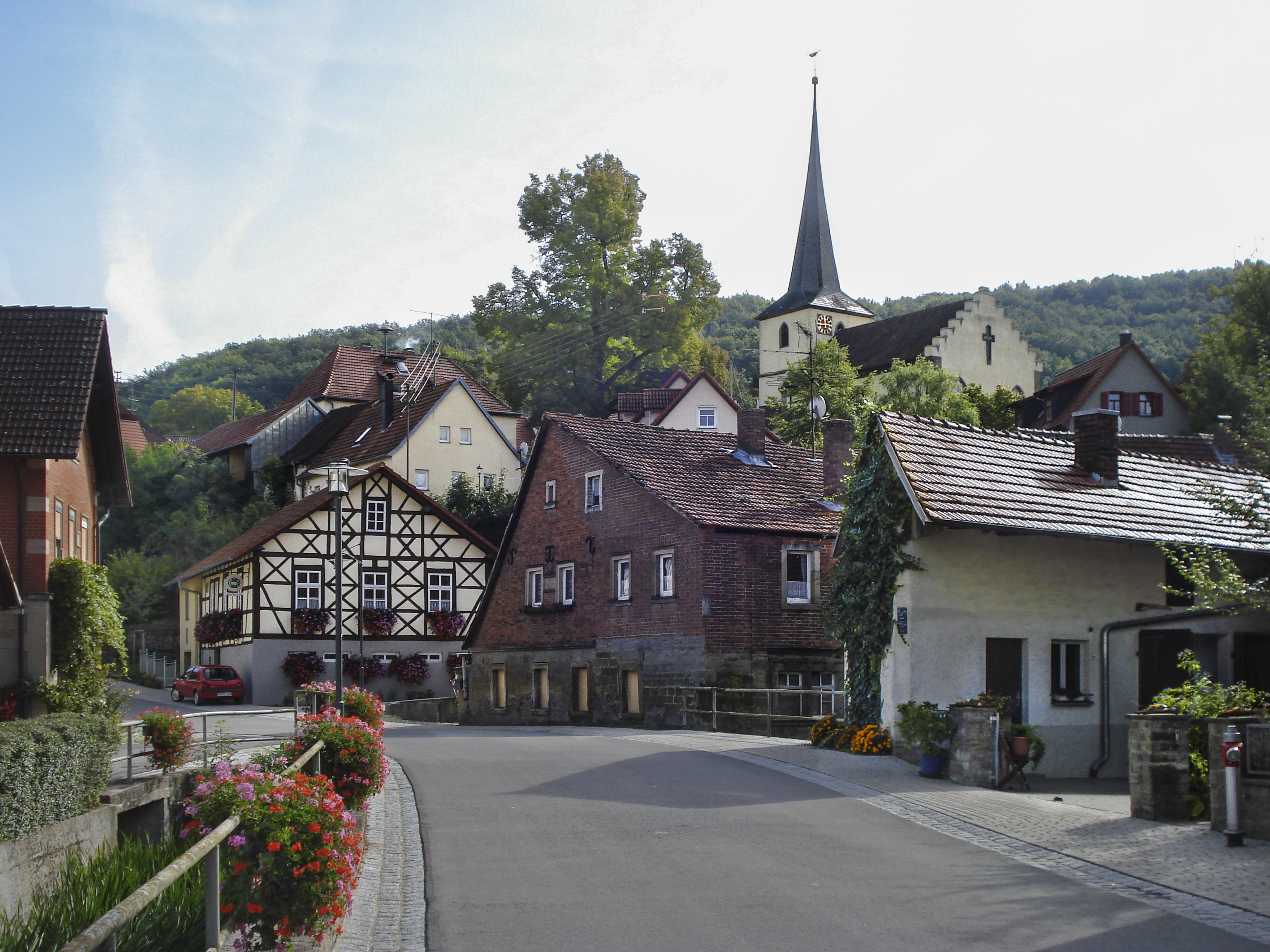
Altershausen
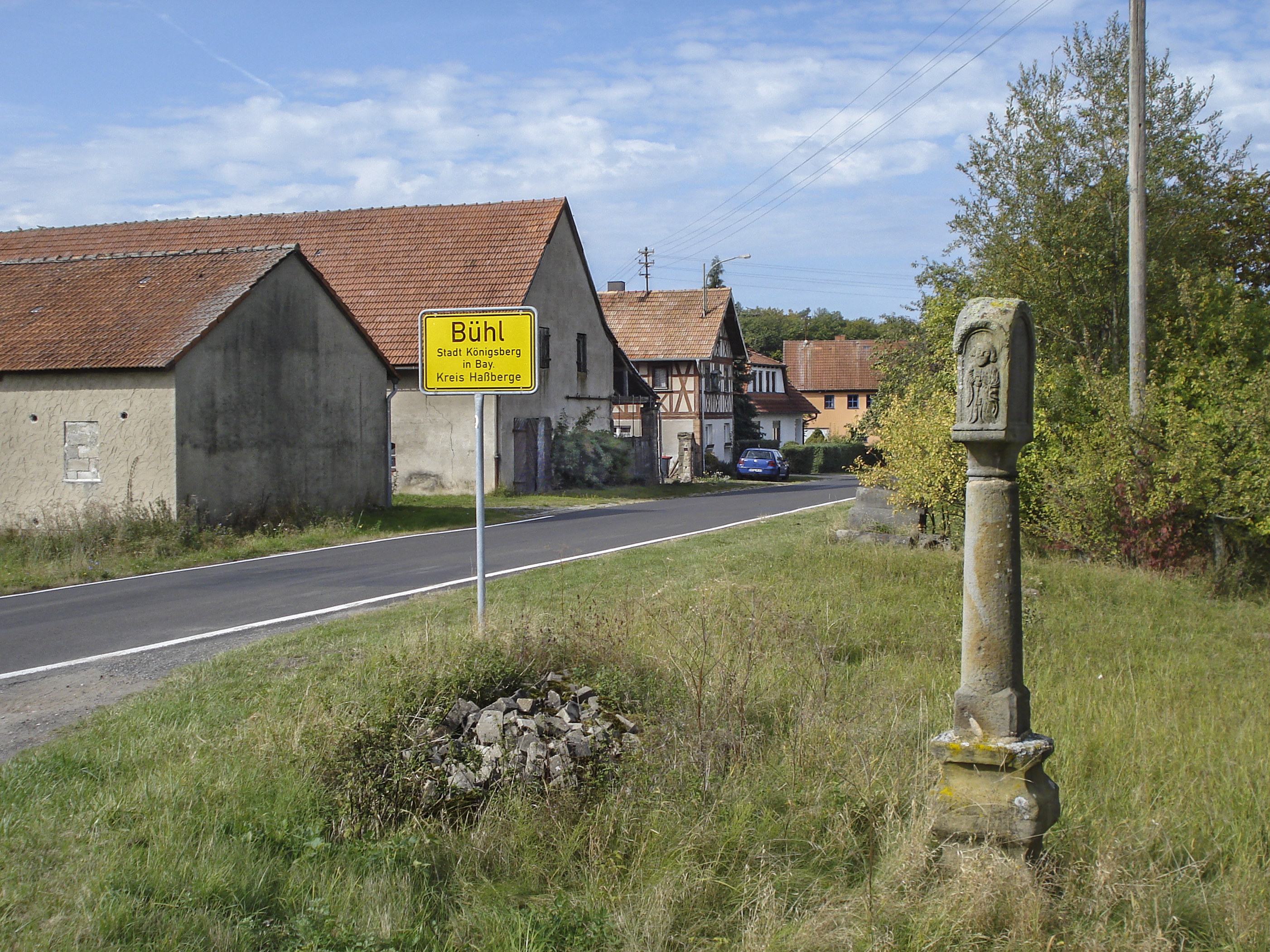
Bühl
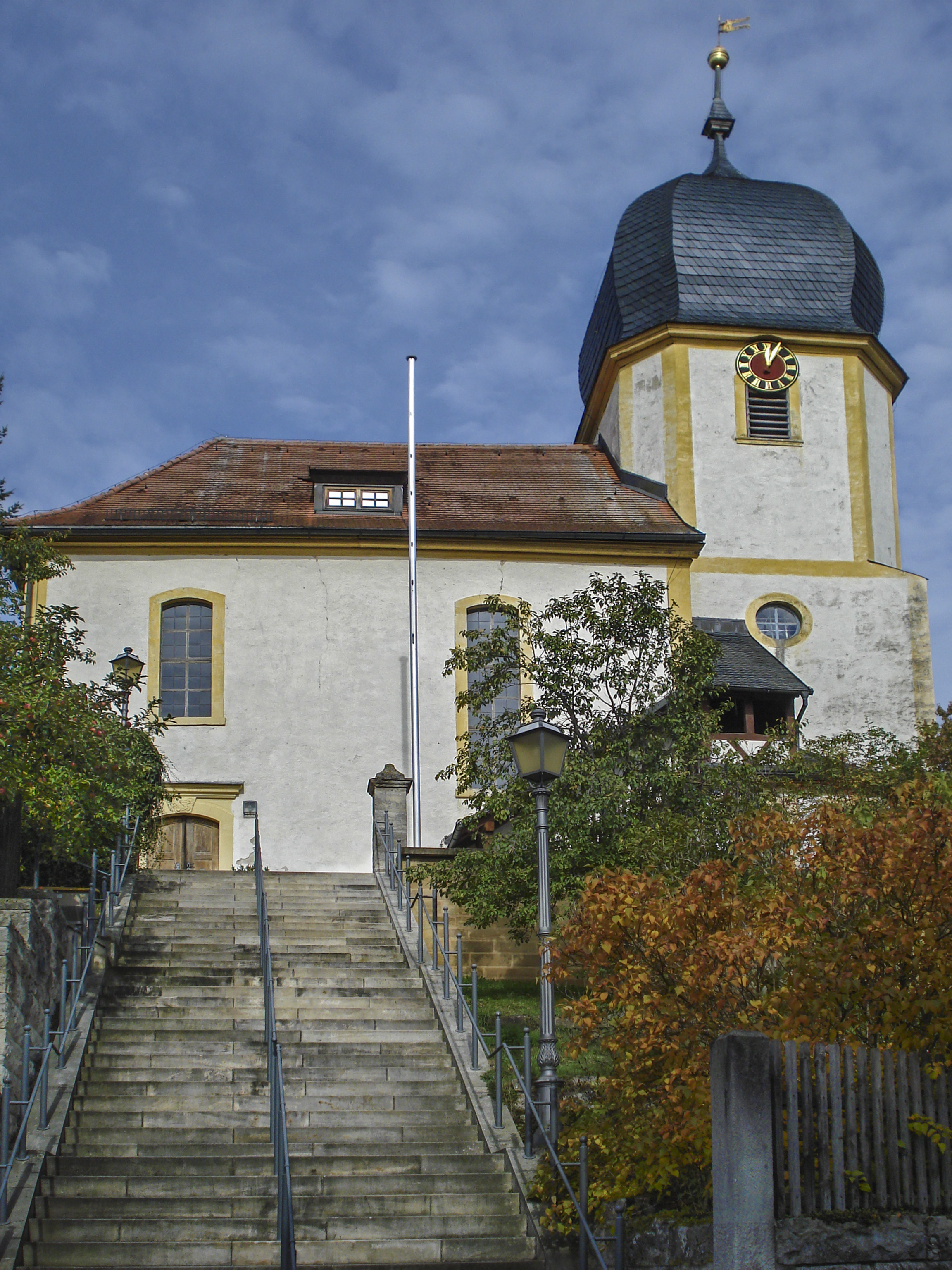
Dörflis
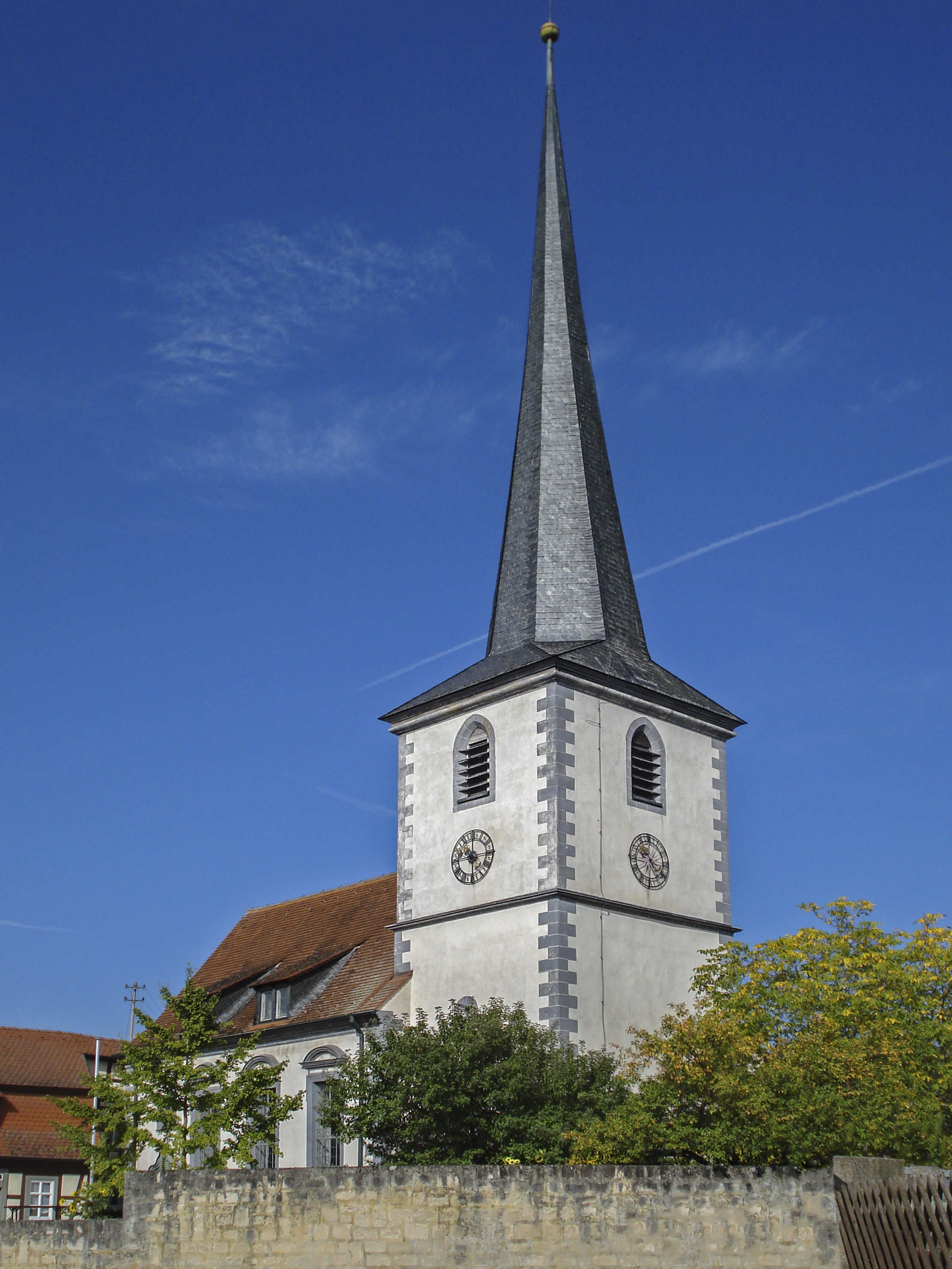
Hellingen
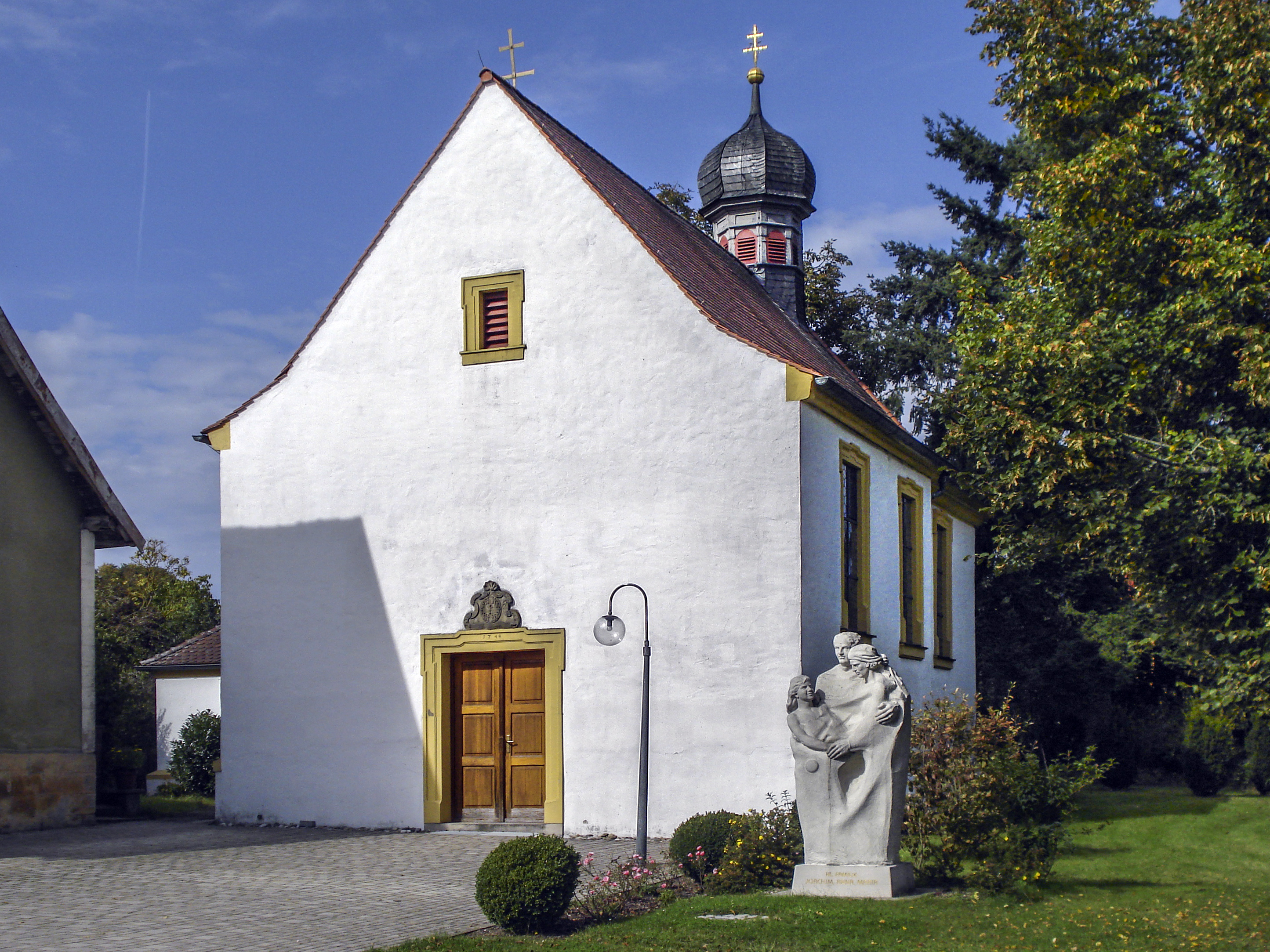
Hofstetten
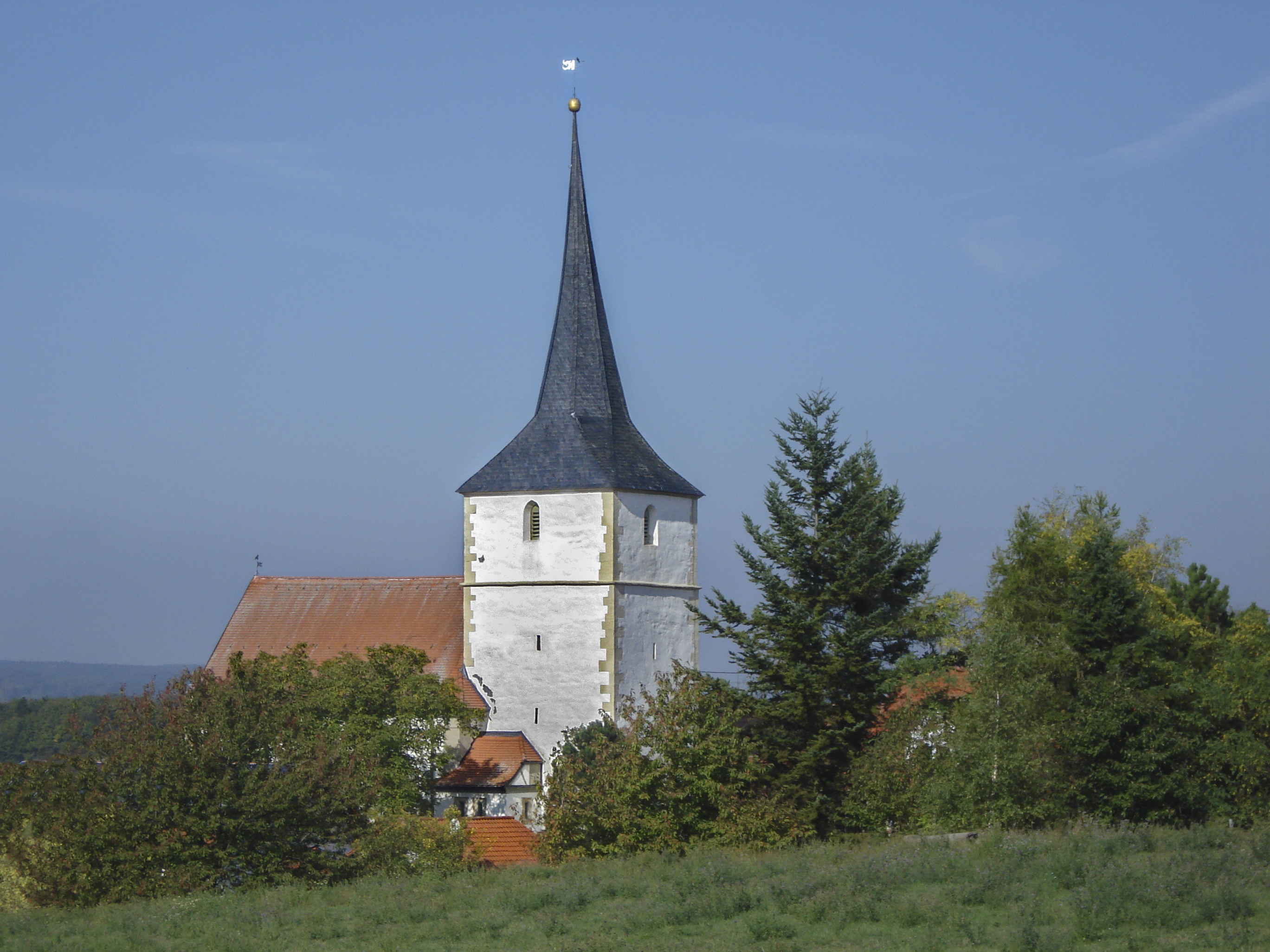
Junkersdorf
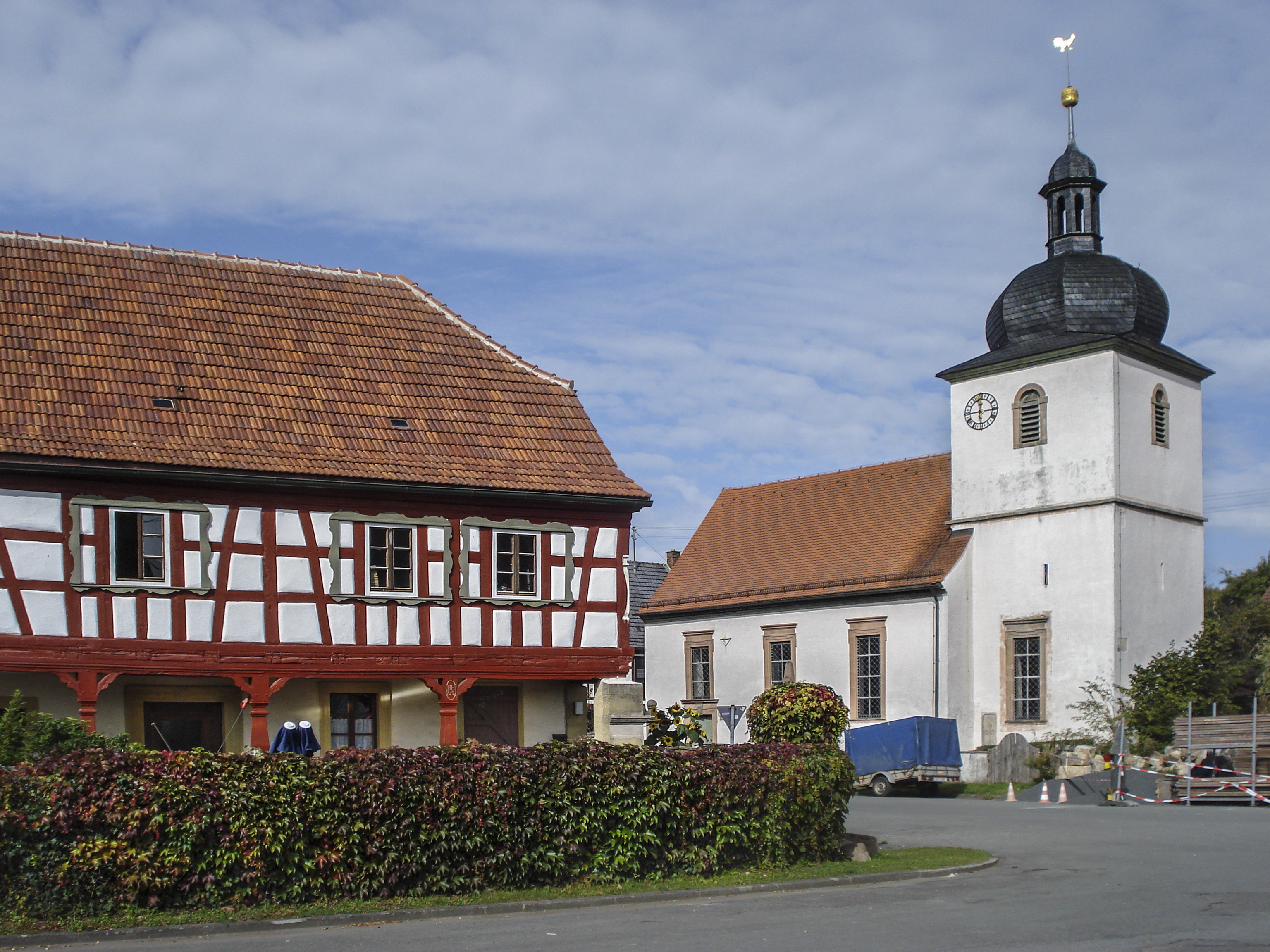
Köslau
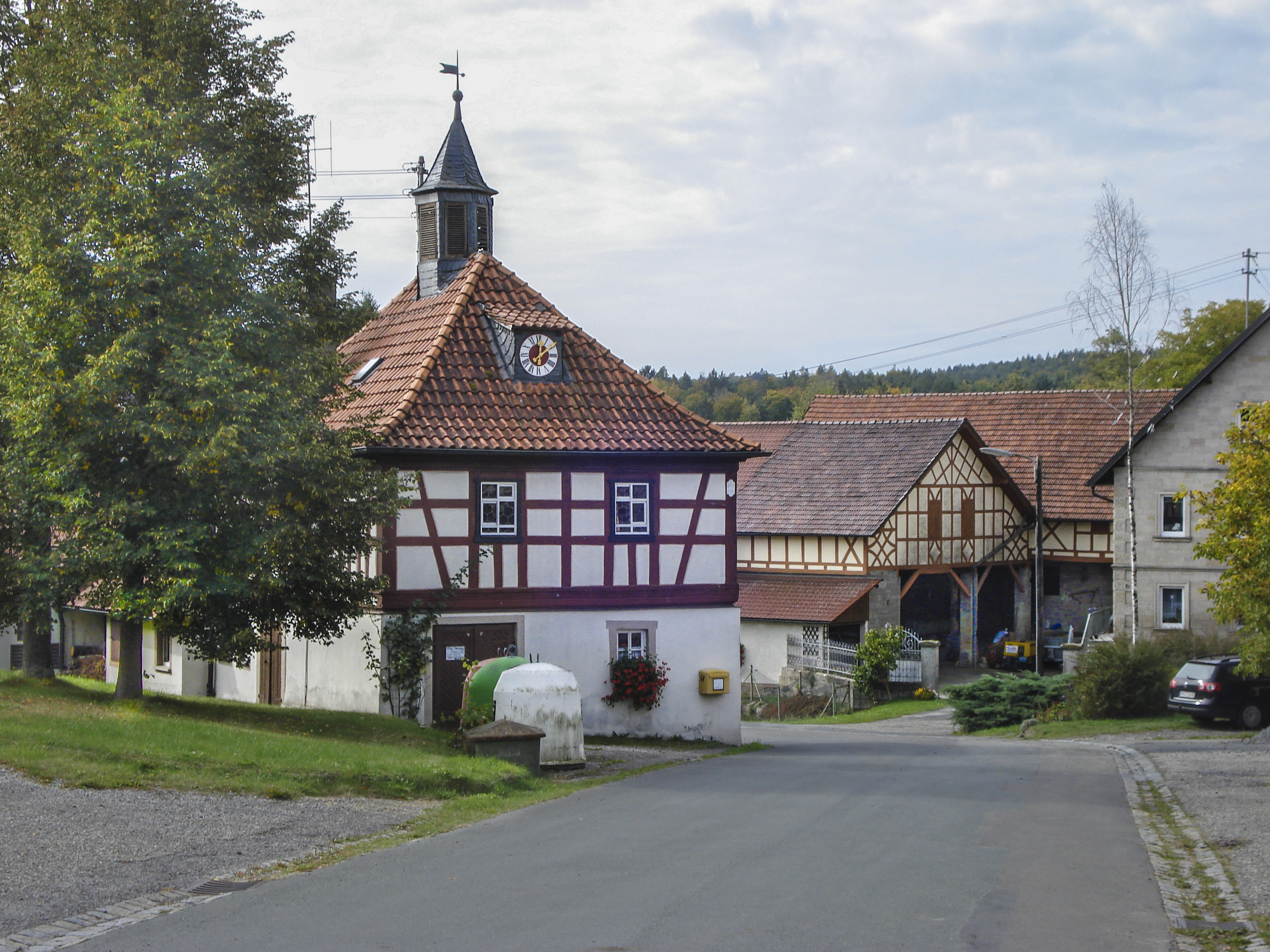
Kottenbrunn
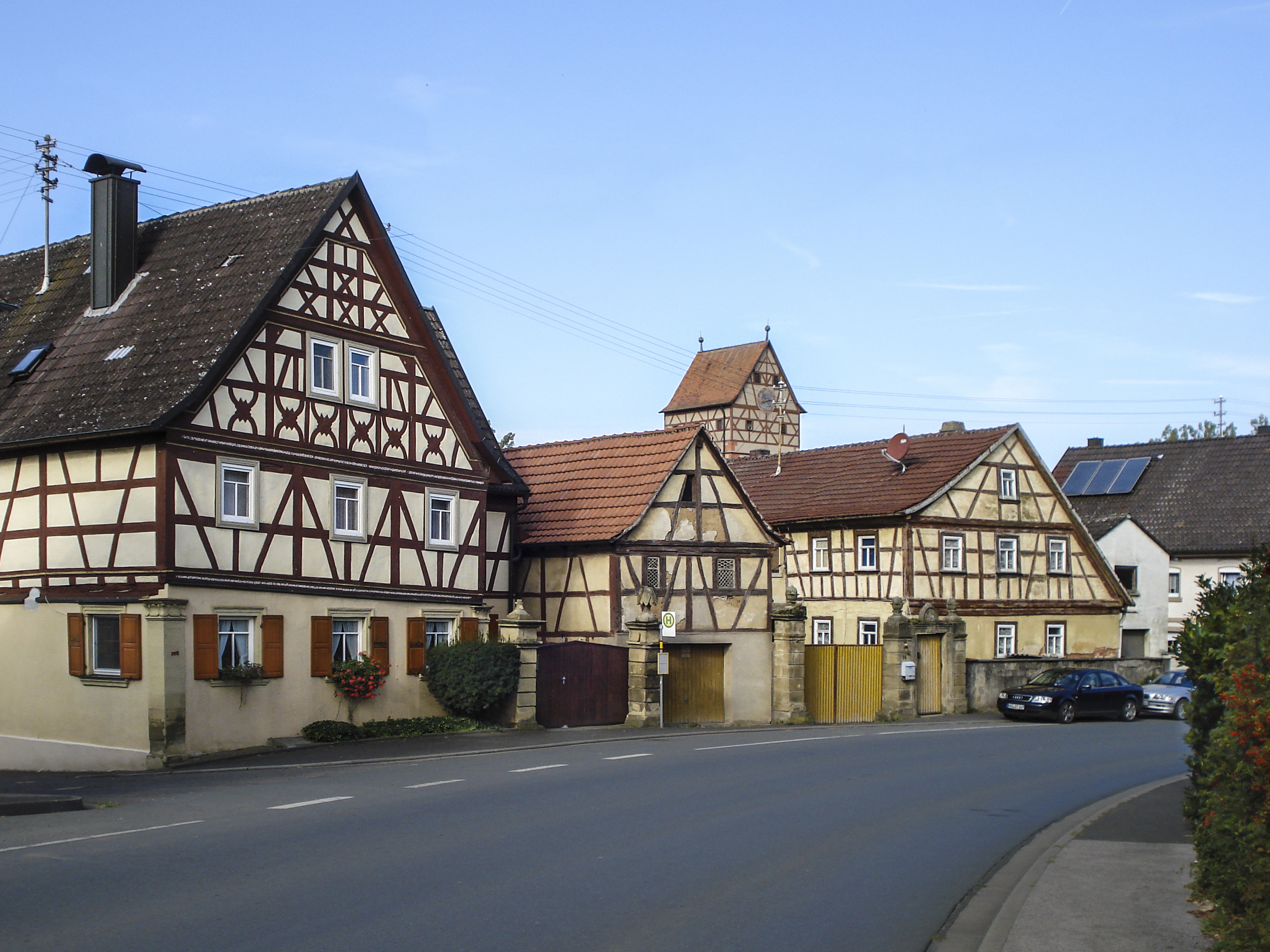
Römershofen
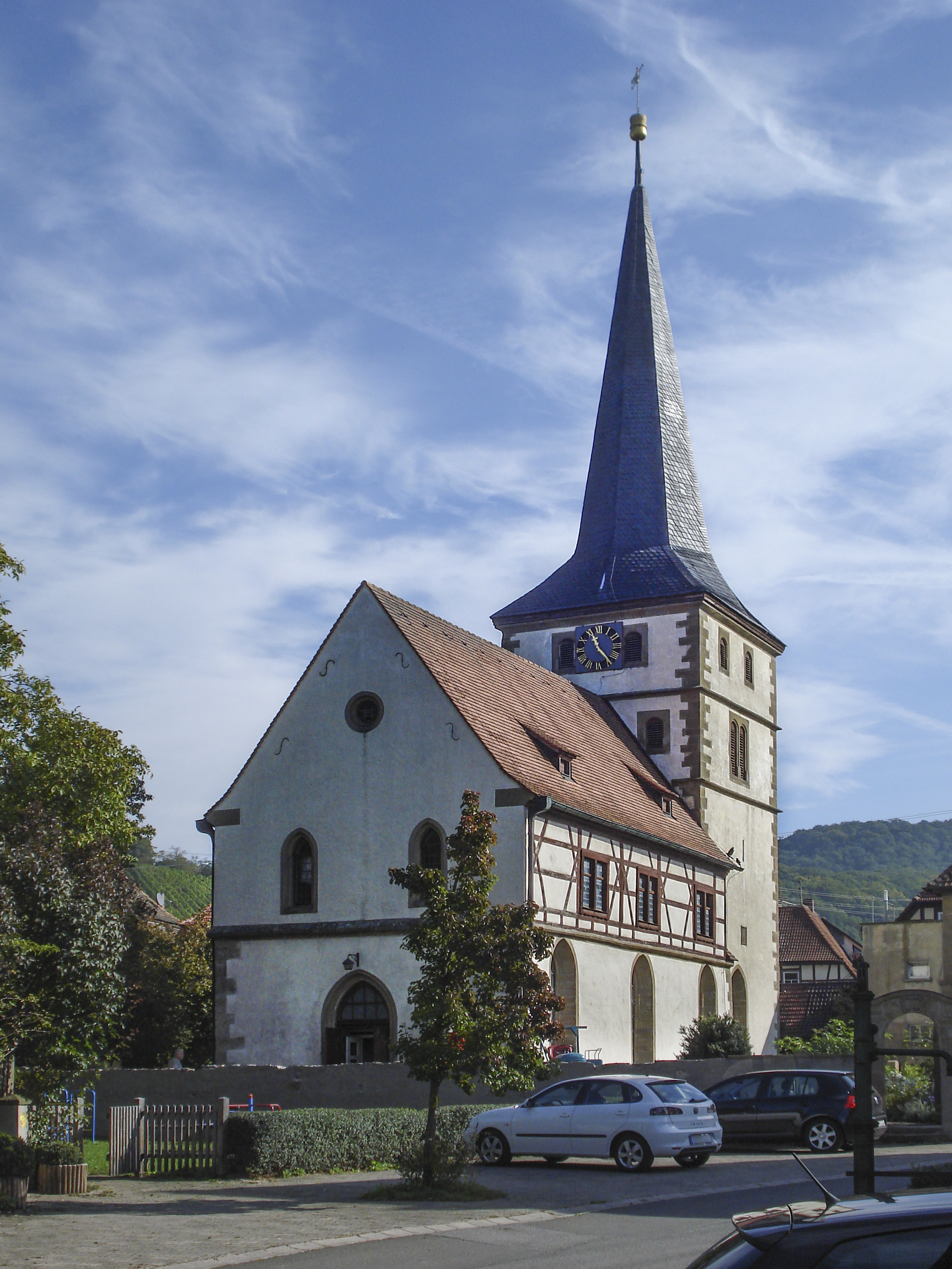
Unfinden

## Sagen
- Ludwig Bechstein: Der Kirchenbau zu Königsberg[18] (Sage mit Bezug zu der Pfarrkirche Unserer Lieben Frauen in Königsberg bei Haßfurt)